# バトンタッチ SDGsはじめてます
『バトンタッチ SDGsはじめてます』はBS朝日で現在、毎週土曜日の18:30〜18:55に放送されているSDGs（持続可能な開発目標）のテレビ番組。2021年3月までは、毎週月曜日の22:00〜22:54に放送されていた。2023年3月までは、毎週土曜日の18:00〜18:55に放送されていた。

## 概要
国際連合のSDGsにある、環境破壊、不平等、貧困、自然保護などの問題解決に取り組んでいる人々や企業を、SDGsに関心を寄せる若い世代の者が訪問することで、SDGsに取り組む人々を紹介するドキュメンタリー番組である。
SDGsで掲げられている問題は、解決できても一世代限りでは意味がなく、後世に受け継ぐ必要があると考えられたことから、取材を通じて活動を行う人々と若者たちを対面させることで、現役世代から若者たちへのバトンタッチとして、活動の意義や情熱を伝えることを意図としている。
2015年に国連でSDGsが採択された後、BS朝日も2020年2月に、SDGsに賛同する報道機関「SDGメディア・コンパクト」として承認され、3月に3つの関連特別番組を放送した後、BS朝日でSDGsを扱う初めてのレギュラー番組として、本番組の放送開始に至った。sotokoto onlineのSDGs雑誌「ソトコト」の編集長である指出一正が監修を務める。

## 出演者
- 谷原章介（ナビゲーター）[2][6]

以下、ナレーターは週替わり交代。
- 藤野彩水（ナレーション）[11]
- 山中真尋（ナレーション）
- 武田華（キャラクター フワリンの声・以前はナレーションも兼務）
- 宮沢きよこ（ナレーション）
- 工藤史子（ナレーション）

## スタッフ
- 監修：指出一正（ソトコト）
- 構成：恒川省三
- リサーチ：原 純子
- 撮影技術：Heart Beatz (ハートビーツ)
  - 撮影：吉本順一、堂本昌宏、山田 肇、寺内浩二、戸田 統、印南 豊、春日 哲、佐々木大夢、稲田竜也、大辺博司、伊藤史明、山本大地、野澤慎二、小野塚正直、山田洋揮、佐野孝治、山田英貴、池田勇次、新川高史、石川健治、安樂敦史、三宅凌平、高橋勇一朗、山下秀幸、金子勇樹、中山公文、岸 直隆、横山友昭、菅 利幸、佐藤 充、小泉陽紀、立山史朗、倉本英明、阿良直人、石堂幹人、山田裕介、森 繁和、成井嶺天、林田瑞希 / 山本雅泰 (EAST)【週替り】
- CG：堀 恵貴、佐藤宏美
- キャラクターデザイン：想造楽工、菅 光輝
- 編集スタジオ：STUDIO WELt (毎週)
  - EED：居川貴実晃、都築嵩史【週替り】
  - MA：齋藤詩織、坂田竜也【週替り】
- 音響効果：堤 陽香（メディアハウスサウンドデザイン → 2025年4月からオグズラインに社名変更）
- 衣装協力：BEAMS
- 広報：田中久美香、中山三佳子（共にBS朝日）
- ディレクター：小林俊博、仲川陽介、上村直人、山上寛人、井上史緒、足立原円香、大塚華子、岡崎 遼、横山貴宣、佐々木大基、秋山秀人、蔭山竜彦、遠藤佑将、山本和子、松原綾子 / 澤田賢一・藤原 淳 (メディアメトル) ほか 【週替り】
- チーフディレクター：牧 良昭
- プロデューサー：有賀史英、茂木あや香[7] (一時離脱時期有り)、内藤美里（以上BS朝日）/（以下EAST）瀬崎一世、斎藤嘉久、山下 哲
- 制作：BS朝日、EAST (2024年6月まではE&W表記)

### 過去のスタッフ
- 企画：藤川克平（BS朝日）
- EED：岩谷 咲、山本裕貴、高橋龍太、阿部亮平、高橋直人、高野孝太、小林圭都、鶴 了道、半沢克也、森田響生、橋上憲二、平山裕之、松﨑祐希、篠田晃希 ほか【週替り】
- MA：木下直哉 / 蜷川広泰 (Mic Vision) 、梶山恭一 (イカロス) ほか【週替り】
- チーフディレクター：田中雄一 (E&W → EAST)
- 演出：善本真也 (E&W時代担当 現 EAST)
- 演出 → プロデューサー：河合希絵 (E&W → EAST)
- プロデューサー：平野束紗 (BS朝日)